# Босоркун
Босоркун (вітряник) — міфологічний персонаж народів Карпат, гірський дух, упир, який піднімає сильний вітер і літає з цим вітром невидимим. Хто його затримує, того він вбиває силою вітру. Босоркун викликає посуху, насилає на людей та тварин хвороби, нездужання. В угорців є схожий міфологічний персонаж — Босоркань, відьма, огидна стара, яка володіє можливістю літати та перетворюватися на тварин, яка теж шкодить посівам, людям та худобі.
Босоркун найбільше шкодить уночі, особливо під час сонцевороту.